# 1. općinska nogometna liga Virovitica 1974./75.
1. općinska nogometna liga Virovitica za sezonu 1974./75. je bila liga šestog stupnja nogometnog prvenstva SFRJ. 
 
Sudjelovalo je 10 klubova, a prvak je bilo "Omladinac" iz Korije.  

## Ljestvica
| mj. | klub                     | ut. | pob. | ner. | por. | gol+ | gol- | bod |
| --- | ------------------------ | --- | ---- | ---- | ---- | ---- | ---- | --- |
| 1.  | Omladinac Korija         | 18  | 13   | 2    | 3    | 45   | 30   | 28  |
| 2.  | Rapid Virovitica         | 18  | 11   | 4    | 3    | 60   | 30   | 26  |
| 3.  | Proleter Lukač           | 18  | 9    | 3    | 6    | 42   | 34   | 21  |
| 4.  | Jedinstvo Gradina        | 18  | 9    | 2    | 7    | 64   | 38   | 20  |
| 5.  | Čelik Dijelka            | 18  | 8    | 3    | 7    | 48   | 44   | 19  |
| 6.  | Slavonac Pčelić          | 18  | 8    | 2    | 8    | 43   | 28   | 18  |
| 7.  | Bilogora Špišić Bukovica | 18  | 7    | 3    | 8    | 47   | 36   | 17  |
| 8.  | Bratstvo Borova          | 18  | 7    | 1    | 10   | 35   | 49   | 15  |
| 9.  | Sloga Dugo Selo          | 18  | 4    | 1    | 13   | 35   | 84   | 9   |
| 10. | Zvijezda Turanovac       | 18  | 1    | 5    | 12   | 25   | 60   | 7   |

- Dijelka – danas dio naselja Veliko Polje
- Dugo Selo – skraćeni naziv za Dugo Selo Lukačko

## Rezultatska križaljka
| kratica | klub                     | BIL | BRA | ČEL | JED | OML | PRO | RAP | SLA | SLO | ZVI |
| --- | ------------------------ | --- | --- | --- | --- | --- | --- | --- | --- | --- | --- |
| BIL | Bilogora Špišić Bukovica |     |     |     |     |     |     |     |     |     |     |
| BRA | Bratstvo Borova          |     |     |     |     |     |     |     |     |     |     |
| ČEL | Čelik Dijelka            |     |     |     |     |     |     |     |     |     |     |
| JED | Jedinstvo Gradina        |     |     |     |     |     |     |     |     |     |     |
| OML | Omladinac Korija         |     |     |     |     |     |     |     |     |     |     |
| PRO | Proleter Lukač           |     |     |     |     |     |     |     |     |     |     |
| RAP | Rapid Virovitica         |     |     |     |     |     |     |     |     |     |     |
| SLA | Slavonac Pčelić          |     |     |     |     |     |     |     |     |     |     |
| SLO | Sloga Dugo Selo          |     |     |     |     |     |     |     |     |     |     |
| ZVI | Zvijezda Turanovac       |     |     |     |     |     |     |     |     |     |     |
| |                          |     |     |     |     |     |     |     |     |     |     |
| podebljan rezultat - utakmice od 1. do 9. kola (1. utakmica između klubova) rezultat normalne debljine - utakmice od 10. do 18. kola (2. utakmica između klubova) rezultat nakošen - nije vidljiv redoslijed odigravanja međusobnih utakmica iz dostupnih izvora rezultat smanjen * - iz dostupnih izvora nije uočljiv domaćin susreta prekrižen rezultat - poništena ili brisana utakmica p - utakmica prekinuta 3:0 p.f. / 0:3 p.f. - rezultat 3:0 bez borbe n.i. - nije igrano |                          |     |     |     |     |     |     |     |     |     |     |

 Izvori: